# .bf
.bf為布吉納法索國家及地區頂級域（ccTLD）的網域名稱，於1993年3月29日啟用。它是由DELGI負責管理，域名登記地址則是ARCE网站。.gov.bf一般由政府網站使用。

## 外部連結
- IANA .bf whois information（页面存档备份，存于）
- .bf registration form